# Freie Stimmen (Kärnten)
Die Freie Stimmen war eine in Klagenfurt von 1881 bis 1938 erscheinende deutschnationale Zeitung.

## Geschichte
Am 1. Mai 1881 erschien die Zeitung unter dem Redakteur und Herausgeber Allwin Matschnig das erste Mal. Von 1881 bis 1884 führte die Zeitung den Zusatz Organ der Fortschrittspartei in Kärnten. Durch Kampf zum Sieg! Was möglicherweise mit Kampf gemeint ist, wird in der ersten Ausgabe ausgeführt: „Die heiße Liebe zu unserem herrlichen Vaterlande und zur Freiheit, welche die Mitglieder der Redaction durchglüht, wird dieselben stählen in dem Kampfe um Fortschritt und Wohlfahrt des Landes […]“. Dort wurde als Motiv für die Blattgründung die Einstellung der Zeitung Blätter für die Alpenländer, herausgegeben von Friedrich Vinzenz Leon, genannt. Die Zeitung erschien zuerst im Verlag des Buchdruckers Josef Muhr aus Villach. Bereits 1882 wechselte man in den Verlag des Buchhändlers Rudolf Bertschinger aus Klagenfurt, welcher später unter dem Namen Heyn bekannt wurde. Bertschinger fungierte ab 1882 auch als Herausgeber.
Am 29. November 1884 wurde schließlich der Passus Durch Kampf zum Sieg! gestrichen. Die Ausrichtung der Zeitung wurde zu der Zeit in dieser selbst als liberal bezeichnet. Johann Gewinner übernahm für etwa ein Jahr die Redaktion, auf ihn folgte Edmund Pummer 1886. Am 3. April 1886 wurde der Zusatz zu Deutschnationales Blatt für Kärnten geändert. Kurz darauf übernahm Josef Wolfgang Dobernig die Rolle des Schriftleiters. Am 22. September 1886 wurden die Zusätze Fort mit dem Fremdwort! und Schreibet deutsch! hinzugefügt. Am 5. Jänner 1887 wiederum strich man das Wort national und änderte den Zusatz in Ein deutsches Blatt für Kärnten., die zwei weiteren Zusätze blieben bestehen. Dobernig übernahm die Rolle des Herausgebers von Bertschinger.
Am 2. Jänner 1889 entfernte man schließlich alle weiteren Zusätze bis auf aus Kärnten und wechselte zur Druckerei von Johann Barthlmä Leon bis am 2. Jänner 1892 schließlich auch dieser verbliebene Zusatz entfernt wurde. 1895 übergab Dobernig das Amt des Schriftleiters an Adolf Teichmann, dieser wiederum wurde 1898 von Josef Ch. Lackner abgelöst. Am 1. April 1908 wurden die Freien Stimmen und die Deutsche Kärntner Landes-Zeitung zusammengelegt. Sie erschienen nun gemeinsam unter dem Titel Freie Stimmen mit dem Zusatz Deutsche Kärntner Landes-Zeitung. Der Druck wechselte zum Gutenberghaus in Klagenfurt und mittlerweile bezeichnete man sich selbst als deutschfreiheitlich. Als Herausgeber fungierte ab 1908 der Kärntner Preßverein. Am 14. September 1920 änderte sich die Aufmachung und der Zusatz Süddeutsch-alpenländisches Tagblatt wurde hinzugefügt. Dieser wurde am 1. Jänner 1929 wieder entfernt. 1923 übernahm die Freie Stimmen Druck- und Verlagsgesellschaft m. b. H den Druck und fungierte ab da auch als Herausgeber. Die Schriftleitung wechselte 1925 zu Alexander Schneider, 1930 zu Josef Freisinger und von 1931 bis 1938 wechselten sich Heinz Paller und Raimund Wirnigg immer wieder als Schriftleiter ab.
Ab 31. Mai 1933 wurde die Zeitung von der Regierung unter Engelbert Dollfuß unter Vorzensur gestellt. Heinz Paller begründete das in seinem Beitrag mit der Rolle der Zeitung als „Organ der nationalen Opposition“. Am 6. Juli 1933 wurde das Wort Vorzensur durch die Anmerkung Unter verschärfter Vorlagepflicht abgelöst. Am 12. Jänner 1934 wurde die 1. Auflage der Zeitung beschlagnahmt, woraufhin man eine 2. Auflage herausbrachte. Die Anmerkung zur Zensur verschwand am 17. Juni 1937 wieder, Zensur bestand aber wohl weiterhin, denn noch am 12. März 1938 erschien die Zeitung mit zensierter Titelseite. Am 13. März 1938, dem Tag nach dem Anschluss, lautete der Titel des Leitartikels „Dem großdeutschen Reich entgegen!“ Die Zeitung erschien am 31. August 1938 das letzte Mal. In seinem Abschlussartikel gab Heinz Paller einen Überblick über die Geschichte des Blattes und sah die Aufgabe der Zeitung als erfüllt an: „Großdeutschland ist Wirklichkeit geworden. Der Sieg ist errungen. Die Aufgabe ist erfüllt.“ Der Kärntner Grenzruf trat die Nachfolge der Freie Stimmen an.

## Herausgeber
| 1881      | Allwin Matschnig                                      |
| 1882      | F. Sowa                                               |
| 1882–1887 | Rudolf Bertschinger                                   |
| 1887–1907 | Josef Wolfgang Dobernig                               |
| 1908–1923 | Kärntner Preßverein                                   |
| 1923–1938 | Freie Stimmen Druck- und Verlagsgesellschaft m. b. H. |

## Verantwortliche Redakteure
| 1881–1884 | Allwin Matschnig        |
| 1884–1885 | Johann Gewinner         |
| 1886      | Edmund Pummer           |
| 1886–1895 | Josef Wolfgang Dobernig |
| 1895–1898 | Adolf Teichmann         |
| 1898–1925 | Josef Ch. Lackner       |
| 1925–1930 | Alexander Schneider     |
| 1930–1931 | Josef Freisinger        |
| 1931–1932 | Heinz Paller            |
| 1932–1935 | Raimund Wirnigg         |
| 1935–1937 | Heinz Paller            |
| 1937–1938 | Raimund Wirnigg         |

## Verlage
| 1881      | Josef Muhr, Villach                                               |
| 1882–1888 | Rudolf Bertschinger, Klagenfurt                                   |
| 1889–1908 | Johann Barthlmä Leon, Klagenfurt                                  |
| 1908–1923 | Gutenberghaus, Klagenfurt                                         |
| 1923–1938 | Freie Stimmen Druck- und Verlagsgesellschaft m. b. H., Klagenfurt |

## Autoren
Folgende Autoren veröffentlichten in den Freie Stimmen:
- Frido Kordon (1869–1944), Alpinist und Schriftsteller[18]
- Leo Leixner (1908–1942), Journalist und nationalsozialistischer Kriegsberichterstatter[19]
- Emil Lorenz (1889–1962), Schriftsteller, Übersetzer und Kulturhistoriker[20]

## Erscheinungsweise
Die Erscheinungsweise war unterschiedlich:
- 1881 2× monatlich
- 1882–1886 wöchentlich
- 1886–1891 2× wöchentlich
- 1892–1898 3× wöchentlich
- 1899–1908 2× wöchentlich
- 1908–1911 3× wöchentlich
- 1912 4× wöchentlich
- 1912–1938 6× wöchentlich